# 811 (číslo)
Osm set jedenáct je přirozené číslo. Následuje po čísle osm set deset a předchází číslu osm set dvanáct. Římskými číslicemi se zapisuje DCCCXI a řeckými číslicemi ωια.

## Matematika
811 je:
- Deficientní číslo
- Prvočíslo
- Nešťastné číslo

## Astronomie
- (811) Nauheima je planetka hlavního pásu, kterou objevil v roce 1915 Max Wolf

## Roky
- 811
- 811 př. n. l.